# Ioánnis Karayánnis
Ioánnis Karayánnis (en grec Ιωάννης Καραγιάννης), né le 3 novembre 1960 à Ioannina en Grèce, est un homme politique grec.

## Biographie
Aux élections législatives grecques de janvier 2015, il est élu député au Parlement grec sur la liste de la SYRIZA dans la circonscription de Ioannina.